# Der Wille zur Macht
Unter dem Titel Der Wille zur Macht sind seit 1901 diverse, sich teilweise erheblich unterscheidende Kompilationen aus nachgelassenen Aufzeichnungen des Philosophen Friedrich Nietzsche herausgegeben worden. Im deutschen Sprachraum ist meist eine von Elisabeth Förster-Nietzsche und Heinrich Köselitz („Peter Gast“) zuerst 1906 herausgegebene Schrift gemeint, die auch in Nietzsche-Ausgaben aufgenommen und als systematisches Hauptwerk Nietzsches angepriesen wurde.

## Übersicht
Es besteht Einigkeit darüber, dass Nietzsche zwar zeitweise ein Werk unter diesem Titel schreiben wollte und eine Vielzahl von – teilweise widersprüchlichen – Plänen dazu machte, letztlich aber davon absah. Seine Aufzeichnungen dazu gingen vor allem in die Werke Götzen-Dämmerung und Der Antichrist ein oder blieben im Nachlass verstreut.
Sämtliche Kompilationen (vergleiche die unten gegebene Übersicht) gelten als unhaltbar und verfälschend (ebenso wie der von Alfred Baeumler zusammengestellte Band Die Unschuld des Werdens). Sie sind selektiv, folgen oft nicht den überlieferten Plänen Nietzsches, enthalten Entzifferungsfehler, geben von Nietzsche notierte Exzerpte als Aphorismen Nietzsches aus und enthalten Umstellungen und Zusätze durch die Herausgeber. Dennoch wurden und werden sie weiterhin vertrieben und benutzt. In jüngster Zeit sind verschiedene der Kompilationen in Frankreich, Italien und Deutschland erneut aufgelegt worden, obwohl inzwischen die Kritischen Gesamtausgaben Nietzsches von Colli und Montinari als einzige unverfälschte Ausgaben Nietzsches anerkannt sind. Besonders im englischen Sprachraum – eine englische Übersetzung der Colli-Montinari-Ausgabe fehlt bisher – wird Der Wille zur Macht weiterhin und meist unkritisch als Nachlassausgabe Nietzsches benutzt. Die entsprechenden Verlage – in Deutschland vor allem der Alfred Kröner Verlag und der Insel Verlag – werden für die Wiederauflagen aus der Nietzsche-Forschung harsch kritisiert. Zugleich zeigen diese Neuauflagen allerdings auch, dass offenbar nach wie vor ein (wie auch immer motiviertes) Interesse an dem Buch besteht. 
Die Kompilationen haben auch philosophische Wirkung entfaltet. So ist beispielsweise die Nietzsche-Rezeption von Gilles Deleuze an wichtiger Stelle einem Entzifferungsfehler aufgesessen: In Nietzsches Notizheft steht „Der siegreiche Begriff ›Kraft‹ […] bedarf noch einer Ergänzung: es muß ihm eine innere Welt zugesprochen werden, welche ich bezeichne als ‚Willen zur Macht‘“. In den Kompilationen des Archivs heißt es statt „eine innere Welt“ aber „ein innerer Wille“, und Deleuze kommentierte diesen Satz, den er „[u]n des textes les plus importants“ Nietzsches zu diesem Thema nennt, beinahe Wort für Wort. An anderer Stelle übernimmt Deleuze aus den Kompilationen den Wortlaut „Macht“, wo im Notizheft „Kraft“ steht – gerade dort, wo Deleuze zwischen diesen Begriffen differenzieren will.
In jüngerer Zeit gibt es Stimmen, die eine kritische Neuausgabe des Werks als historisches Dokument verlangen. 
Siehe auch: Nietzsche-Archiv

## Nietzsches aufgegebene Pläne

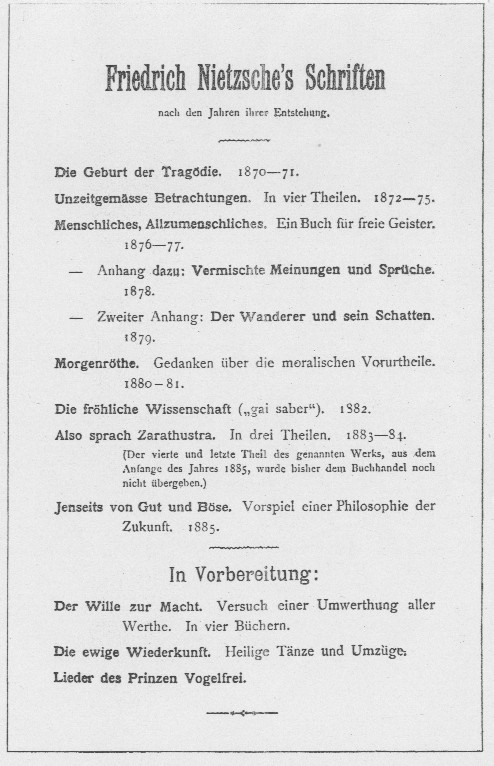
Ankündigung von Der Wille zur Macht in der Erstauflauge von Jenseits von Gut und Böse (1886)

Nietzsche begann nach dem Druck des letzten Teils von Also sprach Zarathustra 1885, ein größeres, systematisches Werk zu planen, für das er ab 1886 meist den Titel Der Wille zur Macht vorsah. Er wies auch in seinen veröffentlichten Werken Jenseits von Gut und Böse (1886, siehe Bild), Zur Genealogie der Moral (1887) und Der Fall Wagner (Frühjahr 1888) darauf hin. In seinen Notizheften aus jener Zeit findet sich eine Vielzahl von unterschiedlichen Plänen und Entwürfen zu einem solchen Hauptwerk, meist in vier Bänden.
Besonders von Herbst 1887 bis zum Frühjahr 1888 machte sich Nietzsche vielfältige Aufzeichnungen hierzu. Er war mit dem vorläufigen Ergebnis aber unzufrieden und arbeitete danach zuerst an der Drucklegung von Der Fall Wagner. Im August klagte er in Briefen, mit seiner Arbeit nicht weitergekommen zu sein. Einen letzten Entwurf zu Der Wille zur Macht schrieb er am 26. August 1888 nieder. Danach änderte er innerhalb weniger Tage seine Pläne: Er stellte zusammen, was er bereits ins Reine geschrieben hatte, und wollte diesen Auszug aus seiner Philosophie veröffentlichen – hieraus wurde die Götzen-Dämmerung.
Allerdings entfernte er daraus wiederum vier Kapitel mit den Titeln Wir Hyperboreer, Für uns – wider uns, Begriff einer décadence-Religion und Buddhismus und Christentum. Nun plante er eine weitere Schrift mit dem Titel Umwerthung aller Werthe in vier Büchern. Die genannten Kapitel sollten zum ersten Buch, mit dem Titel Der Antichrist, ergänzt werden. Dieses Buch schrieb Nietzsche bis Ende September fertig. Weitere nachgelassene Pläne zeigen, dass im zweiten und dritten Buch nach dem Christentum „die Philosophie“ und „die Moral“ kritisiert werden sollten, während Nietzsche im vierten Buch seine eigene Lehre ausführen wollte.
Auch diesen Plan gab Nietzsche aber Ende November auf. Er erklärte den Antichrist zur ganzen „Umwertung“, das fertige Buch erhielt den Titel Der Antichrist. Umwerthung aller Werthe. Schließlich strich er auch diesen Untertitel und ersetzte ihn durch Fluch auf das Christenthum.
Elisabeth Förster-Nietzsche behauptete nach dem Tode Franz Overbecks 1905, ihr Bruder hätte mindestens ein zweites und drittes Buch der vierbändigen Umwerthung verfasst, durch Overbecks Schuld seien aber viele Manuskripte verloren gegangen. Diese Behauptungen werden von der heutigen Nietzscheforschung einhellig abgelehnt. Ganz im Gegenteil gilt als erwiesen, dass Förster-Nietzsche und das Nietzsche-Archiv zur Stützung dieser Behauptung Dokumente zurückhielten und falsche oder irreführende Angaben machten.

## Die unterschiedlichen Ausgaben
Es gibt mindestens fünf unterschiedliche Kompilationen, die unter dem Titel Der Wille zur Macht herausgegeben wurden.

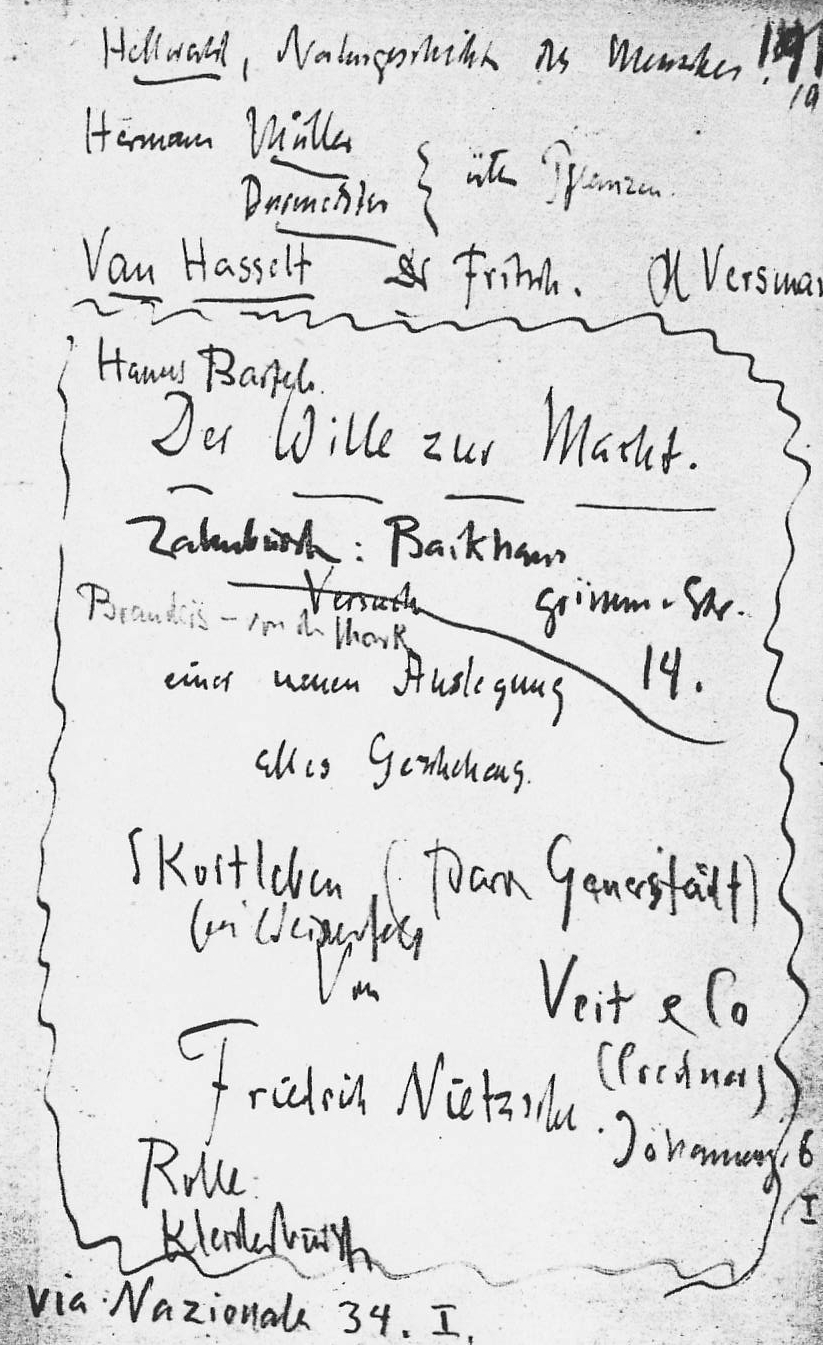
Als „Zahnbürstentitel“ bezeichnete Erich Podach die Titelei der Ausgabe von Max Brahn: Nietzsche hatte diesen Entwurf später als Einkaufsliste benutzt.

1. Der Wille zur Macht. Versuch einer Umwertung aller Werte (Studien und Fragmente), 1901 herausgegeben von Ernst Horneffer, August Horneffer und „Peter Gast“, mit einem Vorwort von Elisabeth Förster-Nietzsche. Enthält 483 angebliche Aphorismen. Übliches Sigel ¹WM.
2. Der Wille zur Macht, 1906 herausgegeben von Elisabeth Förster-Nietzsche und „Peter Gast“. Diese 1.067 angebliche Aphorismen in vier „Büchern“ umfassende Sammlung ist die „kanonische“ geworden. Sie wurde 1911 mit einem kritischen Apparat in die Großoktavausgabe aufgenommen. Dieser Apparat, der vielleicht unfreiwillig das Ausmaß der Verfälschung verdeutlichte, wurde in nachfolgenden Drucken (in der Musarionausgabe 1922, in der von Baeumler herausgegebenen Ausgabe bei Kröner 1930) wieder weggelassen. Elisabeth Förster-Nietzsche ließ sich 1931 gerichtlich die Koautorschaft an diesem Werk bestätigen, um weiter Tantiemen dafür zu erhalten. Das Buch wird bis heute von mehreren Verlagen neu aufgelegt, angeblich als „historisches Dokument“. Tatsächlich fehlt aber ein kritischer Apparat und sind einige – nicht alle – Entzifferungsfehler stillschweigend korrigiert worden, was dem Zweck einer historischen Dokumentation widerspricht. Übliches Sigel ²WM.
3. Der Wille zur Macht: eine Auslegung alles Geschehens, 1917 herausgegeben von Max Brahn, Neuauflage in der „Klassiker-Ausgabe“ 1919/1921. Enthält 696 angebliche Aphorismen. Siehe auch Bild rechts.
4. Der Wille zur Macht, 1930 im Rahmen der „Werke in zwei Bänden“ bei Kröner herausgegeben von August Messer. Enthält 491 angebliche Aphorismen. Mehrfach neu aufgelegt.
5. La Volonté de Puissance, 1935 von Friedrich Würzbach bei Gallimard herausgegeben, enthält 2.397 angebliche Aphorismen. Sie ist in Frankreich die meistverbreitete Edition und wird bis heute von Gallimard neu aufgelegt. 1940 erschien sie auch auf Deutsch als Das Vermächtnis Friedrich Nietzsches. Versuch einer Auslegung alles Geschehens und einer Umwertung aller Werte, noch einmal neu aufgelegt 1969 und 1977, nun unter dem Titel Umwertung aller Werte.

Die von Karl Schlechta herausgegebenen Werke in drei Bänden (1954 ff.) enthalten unter dem Titel „Aus dem Nachlaß der Achtzigerjahre“ dasselbe Material wie ²WM, aber ohne Zwischentitel und in angeblich chronologischer Reihenfolge. Tatsächlich ist die Reihenfolge nicht chronologisch, und es sind Entzifferungsfehler, Umstellungen, Zusammenfügungen etc. übernommen worden. Die Schlechta-Ausgabe hat nach heutiger Auffassung zwar das Verdienst, der Legende von der Existenz des „Hauptprosawerks“ Schaden zugefügt zu haben, ist aber selbst als Ausgabe des Nachlasses nicht brauchbar. Zudem hat Schlechta die philologische Frage nach der Existenz des Werkes mit einer Kritik am philosophischen Gedanken „Wille zur Macht“ vermischt, was die Diskussion verkompliziert hat.

## Beispiele von Fehlern
„In den Konkordanzen der KGW macht ein ! auf besonders gravierende Entzifferungsfehler, Auslassungen etc. in den früheren Ausgaben aufmerksam. Dieses Zeichen wurde nicht übernommen, weil kaum eine einzige Aufzeichnung in den früheren Ausgaben korrekt wiedergegeben worden ist […]“

- Martin Heidegger zitierte in seinen Vorlesungen und Schriften oft den angeblichen Aphorismus 617 aus ²WM und legte dabei Wert auf dessen Überschrift „Rekapitulation“. Diese deutete er so, dass Nietzsche darin seine gesamte Philosophie in wenigen Sätzen zusammengefasst habe. In Heideggers Deutung repräsentiert diese „Rekapitulation“ das Ende der abendländischen Metaphysik. Tatsächlich ist die Überschrift „Rekapitulation“ eine Einfügung von Heinrich Köselitz, wie schon im Apparat der Ausgabe von 1911 vermerkt worden war.[5]

- Alfred Baeumler hat Nietzsches „meisterhafte Charakteristik der ‚drei Jahrhunderte‘“ im vermeintlichen Aphorismus 95 von ²WM gelobt. Nietzsches Ausführungen sind allerdings Paraphrasierungen und Exzerpte aus Ferdinand Brunetières 1887 erschienener Schrift Ètudes critiques sur l’histoire de la littérature française.[6]

- Die „Aphorismen“ 102, 103, 105, 106, 129, 131, 132, 141, 147, 164 und 393  von ¹WM sowie 166, 169, 179, 191, 193, 194, 207, 224, 335, 718, 723, 748 und 759 von ²WM sind mehr oder weniger direkte Zitate oder Paraphrasierungen von Leo Tolstois Ma religion (Paris 1885). In Nietzsches Notizheften ist die Quelle angegeben, und die Exzerpte sind ungefähr in einer Ordnung, die Tolstoi folgt. Die Quelle wurde vom Nietzsche-Archiv verschwiegen, die Aufzeichnungen in eine völlig veränderte Anordnung gebracht.

- Ein längerer Text mit dem Titel „Der europäische Nihilismus“, von Nietzsche in 16 Abschnitte gegliedert und datiert[7], ist noch in ¹WM (ohne das Datum) als Aphorismus 10 gedruckt worden. In ²WM wurde er in die „Aphorismen“ 4, 5, 114 und 55 zerstückelt – in dieser Reihenfolge.

- Nietzsche selbst rubrizierte in einem Notizheft 374 seiner Aufzeichnungen und ordnete 300 davon vier Büchern zu, die ziemlich genau dem Plan entsprachen, den ²WM verwendet (es gibt viele andere solcher Pläne in Nietzsches Nachlass). Montinari schreibt dazu:

„Man dürfte also erwarten, daß [Elisabeth Förster-Nietzsche und Heinrich Köselitz] Nietzsches Anweisungen gefolgt wären – zumindest in diesem einzigartigen Falle, in dem er ausdrücklich solche hinterließ. […] Hier unsere Ergebnisse:
1. Von den 374 von Nietzsche im Blick auf den Willen zur Macht nummerierten Fragmenten sind 104 nicht in die Kompilation aufgenommen worden; davon wurden 84 überhaupt nicht veröffentlicht, 20 in die Bände XIII und XIV sowie in die Anmerkungen von Otto Weiss in Band XVI der Großoktavausgabe verbannt […]
2. Von den übrigen 270 Fragmenten sind 137 unvollständig bzw. mit willkürlichen Textänderungen (Auslassung von Überschriften, oft auch von ganzen Sätzen, Zerstückelung von zusammenhängenden Texten usw.) wiedergegeben; von diesen sind wiederum
a) 49 in den Anmerkungen von Otto Weiss verbessert; der normale Verbraucher des „Willens zur Macht“ […] wird diese Verbesserungen niemals kennenlernen;
b) 36 nur mangelhaft in jenen Anmerkungen verbessert […]
c) 52 endlich entbehren jeglicher Anmerkung, obwohl sie ähnliche Fehler enthalten […]
3. Bis Nummer 300 – wie gesagt – sind die Fragmente von Nietzsche selbst auf die vier Bücher seines Plans verteilt worden. Nicht einmal diese Verteilung wurde, in mindestens 64 Fällen, von den Kompilatoren beibehalten.“